# 椰絲

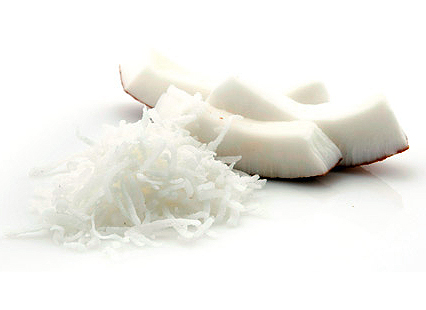
椰絲

椰絲是椰子的果肉製作的細絲，常用作甜點的副助食材。把新鮮的椰子打開，倒出椰汁，便可把椰子肉刨成細絲，將椰絲乾燥後，便可作為食材使用，常見於麵包及糕點。

## 糖椰絲
椰絲可用糖製作成糖椰絲，可作為一種甜味零食，由於椰子的粵語諧音可寓意為「有爺有子」，亦即「三代同堂」，故此常見於廣東及香港的農曆新年的全盒中。

## 外部鏈接
维基共享资源上的相關多媒體資源：椰絲